# Bluefish
Bluefish är ett avancerat textredigeringsprogram för programmerare. Man kan välja vilket programspråk man vill skriva i och programmet kommer att ändra färger efter syntaxen. Det stöder HTML, XHTML, CSS, XML, PHP, C, C++, JavaScript, Java, Go, Vala, Ada, D, SQL, Perl, ColdFusion, JSP, Python, Ruby, och shell. Det är tillgängligt för många plattformar, som Linux, macOS och Windows.